# Platystoma afghanistanicum
Platystoma afghanistanicum är en tvåvingeart som beskrevs av Soos 1977. Platystoma afghanistanicum ingår i släktet Platystoma och familjen bredmunsflugor.
Artens utbredningsområde är Afghanistan. Inga underarter finns listade i Catalogue of Life.